# Frauenpreis der TU Wien
Der Frauenpreis der TU Wien ist ein Hochschulpreis verliehen durch die TU Wien an erfolgreiche Absolventinnen der Hochschule.

## Geschichte
Der Preis wird seit 2015 jährlich vergeben, wobei es 2018 zu keiner Preisverleihung kam. Die Würdigung kommt Absolventinnen der Technischen Universität zu teil, die sich in ihrer beruflichen Karriere durch besondere Leistungen und Engagement verdient gezeigt haben und somit insbesondere für junge Frauen als Vorbild gesehen werden können, technische Berufe und Ausbildungen zu wählen. Seit 2017 erhält die Preisträgerin auch eine unikate Skulptur, die von einer Architekturstudentin der Technischen Universität entworfen und an der Universität selbst hergestellt wird.

## Preisträgerinnen
- 2015: Judith Engel (Bauingenieurin)[3]
- 2016: Clara Schuecker (Materialwissenschaftlerin)[4]
- 2017: Barbara Oberhauser (Chemikerin)[2]
- 2019: Susanna Zapreva (Elektrotechnikerin)[5]
- 2020: Katja Bühler (Informatikerin)[6]
- 2021: Katrin Zorn (Chemikerin)[7]
- 2022: Lara Katharina Spendier[8][9]
- 2023: Nermina Mumic (Statistikerin)[10]